# رندی وست (بازیگر پورنوگرافی)
رندی وست (انگلیسی: Randy West؛ زاده ۱۲ اکتبر ۱۹۴۷) یک بازیگر پورنوگرافی اهل ایالات متحده آمریکا بود.